# روبرت فولي
روبرت فولي (بالإنجليزية: Robert Foley)‏ هو لاعب كرة قدم غاني، ولد في 16 أكتوبر 1943 في سيكوندي تاكورادي في غانا. شارك مع منتخب غانا لكرة القدم.

## وصلات خارجية
- روبرت فولي على موقع الاتحاد الدولي (مؤرشف)  (الإنجليزية)
- روبرت فولي على موقع عالم كرة القدم.نت (الإنجليزية)
- روبرت فولي على موقع أوليمبيديا (الإنجليزية)